# نووایا اوریا
نووایا اوریا (انگلیسی: Novaya Orya) یک شهرک در شهرستان یانائولسکی استان باشقیرستان کشور روسیه است.